# Skader Kirke
Skader kirke er sognekirken i Skader Sogn, der hører under Århus Stift og er beliggende i Syddjurs Kommune og Sønderhald Herred. Kirken ligger 18 kilometer sydøst for Randers.
Skader Kirke fungerede i 2006 som DR-Kirken, dvs. den kirke, som DR sendte gudstjeneste fra hver søndag i 2006.